# Колон (футбольний клуб)
«Клуб Атлетіко Колон» або просто «Колон» (ісп. Club Atlético Colón) — професіональний аргентинський футбольний клуб з міста Санта-Фе. Футбольна команда клубу виступає у вищій лізі чемпіонату Аргентини, Прімера Дивізіоні.

## Досягнення
- Прімера Б Метрополітано
  -  Чемпіон (1): 1965

- Торнео де Онор
  -  Володар (1): 1950

## Відомі гравці
До списку потрапили футболісти, про яких є стаття в українській вікіпедії
- Лукас Аларіо
- Рамон Астудільйо
- Ектор Балей
- Агустін Бальбуена
- Факундо Бертольйо
- Клаудіо Біяджо
- Аріель Гарсе
- Херман Деніс
- Ернан Діас
- Ката Діас
- Уго Ібарра
- Херман Кано
- Хорхе Комас
- Херман Конті
- Уго Кошія
- Хоакін Ларрівей
- Дієго Маркіч
- Норберто Менендес
- Крістіан Павон
- Педро Паскуллі
- Дієго Посо
- Клементе Родрігес
- Роберто Тельч
- Енсо Троссеро
- Херардо Бедоя
- Рубен Веласкес
- Джованні Ернандес
- Хуан Мануель Варгас
- Хорхе Гвагуа
- Маркос Гонсалес
- Хуан Вісенте Лескано
- Карлос Моралес Сантос
- Деліо Толедо
- Рональд Ральдес
- Хав'єр Чевантон

## Відомі тренери
До списку потрапили тренери, про яких є стаття в українській вікіпедії
- Леонардо Астрада
- Альфіо Басіле
- Едгардо Бауса
- Рікардо Гарека
- Антоніо Мохамед
- Хорхе Ольгін
- / Хуан Антоніо Піцці
- Роберто Сенсіні
- Енсо Троссеро
- Франсіско Ферреро
- Франсіско Матурана
- Паоло Монтеро
- Річард Моралес
- Хорхе Фоссаті